# Schlacht von Fraga
Die Schlacht von Fraga ereignete sich am 17. Juli 1134 zwischen dem Heer der Almoraviden und König Alfons I. von Aragón, genannt „el Batallador“.
Nach mehreren Erfolgen gegen die Almoraviden führte der König von Aragón eine langdauernde Belagerung der damals noch maurischen Stadt Fraga durch, deren Bewohner um Hilfe durch die Almoraviden baten. Der siegreiche Ausgang der Schlacht für die Almoraviden bedeutete gleichzeitig ihren letzten Erfolg auf der Iberischen Halbinsel. Die christlichen Truppen erlitten schwere Verluste. Alfons I. starb am 7. September 1134, vermutlich an den Folgen in der Schlacht erlittener Verletzungen.